# Hasta el amanecer
 (janvier 2021).
La mise en forme du texte ne suit pas les recommandations de Wikipédia : il faut le « wikifier ».
Les points d'amélioration suivants sont les cas les plus fréquents :
- Les titres sont pré-formatés par le logiciel. Ils ne sont ni en capitales, ni en gras.
- Le texte ne doit pas être écrit en capitales (les noms de famille non plus), ni en gras, ni en italique, ni en « petit »…
- Le gras n'est utilisé que pour surligner le titre de l'article dans l'introduction, une seule fois.
- L'italique est rarement utilisé : mots en langue étrangère, titres d'œuvres, noms de bateaux, etc.
- Les citations ne sont pas en italique mais en corps de texte normal. Elles sont entourées par des guillemets français : « et ».
- Les listes à puces sont à éviter, des paragraphes rédigés étant largement préférés. Les tableaux sont à réserver à la présentation de données structurées (résultats, etc.).
- Les appels de note de bas de page (petits chiffres en exposant, introduits par l'outil «  Source ») sont à placer entre la fin de phrase et le point final[comme ça].
- Les liens internes (vers d'autres articles de Wikipédia) sont à choisir avec parcimonie. Créez des liens vers des articles approfondissant le sujet. Les termes génériques sans rapport avec le sujet sont à éviter, ainsi que les répétitions de liens vers un même terme.
- Les liens externes sont à placer uniquement dans une section « Liens externes », à la fin de l'article. Ces liens sont à choisir avec parcimonie suivant les règles définies. Si un lien sert de source à l'article, son insertion dans le texte est à faire par les notes de bas de page.
- La présentation des références doit suivre les conventions bibliographiques. Il est recommandé d'utiliser les modèles {{Ouvrage}}, {{Chapitre}}, {{Article}}, {{Lien web}} et/ou {{Bibliographie}}. Le mode d'édition visuel peut mettre en forme automatiquement les références.
- Insérer une infobox (cadre d'informations à droite) n'est pas obligatoire pour parachever la mise en page.

Pour une aide détaillée, merci de consulter Aide:Wikification.
Si vous pensez que ces points ont été résolus, vous pouvez retirer ce bandeau et améliorer la mise en forme d'un autre article.
Singles par Nicky Jam
El perdón
(2015) El amante
(2017)
Hasta el Amanecer est une chanson du chanteur américain Nicky Jam sorti en tant que single le 15 juillet 2016.
En 2017, Hasta el Amanecer remporte le prix de la « Meilleure chanson latine » lors des Billboard Music Awards ainsi que celui de la « Chanson urbaine de l'année » lors de la 29e cérémonie des Lo Nuestro Awards.
La version anglaise With You Tonight sort trois mois plus tard, ainsi qu'un version remixée avec le rappeur américain Kid Ink.

## Contexte
Hasta el Amanecer a été écrit Nicky Jam, Daddy Yankee, Christian Camilo Mena Moreno et Juan Diego Medina.

## Classements

### Classements hebdomadaires
| Chart (2016–2017)                       | Meilleure position |
| --------------------------------------- | ------------------ |
| Chili (Monitor Latino)                  | 6                  |
| République dominicaine (Monitor Latino) | 11                 |
| France (SNEP)                           | 38                 |
| Hongrie (Rádiós Top 40)                 | 18                 |
| Hongrie (Single Top 40)                 | 34                 |
| Italie (FIMI)                           | 28                 |
| Panama (Monitor Latino)                 | 16                 |
| Espagne (PROMUSICAE)                    | 2                  |
| États-Unis (Hot 100)                    | 73                 |
| États-Unis (Hot Latin Songs)            | 1                  |
| États-Unis (Pop Airplay)                | 32                 |

### Classements annuels
| Chart (2016)                 | Position |
| ---------------------------- | -------- |
| États-Unis (Hot Latin Songs) | 1        |

| Chart (2017)                 | Position |
| ---------------------------- | -------- |
| Hongrie (Rádiós Top 40)      | 54       |
| États-Unis (Hot Latin Songs) | 32       |

| Chart (2019)   | Position |
| -------------- | -------- |
| Portugal (AFP) | 2714     |

### Classement décénal
| Chart (2010–2019)            | Position |
| ---------------------------- | -------- |
| États-Unis (Hot Latin Songs) | 6        |

## Certifications
| Région                                                                     | Certification        | Ventes/Streams |
| -------------------------------------------------------------------------- | -------------------- | -------------- |
| Italie (FIMI)                                                              | 2 × Platine          | 100,000*       |
| Portugal (AFP)                                                             | Or                   | 5,000x         |
| Espagne (PME)                                                              | 4 × Platine          | 160,000^       |
| Suisse (IFPI)                                                              | Or                   | 15,000x        |
| États-Unis (RIAA)                                                          | 22 × Platine (Latin) | 1,320,000^     |
| xNon précisé par la certification ‡ventes/streaming selon la certification |                      |                |